# 테디 인퍼
테디 인퓨어(Teddy Infuhr, 1936년 11월 9일 ~ 2007년 5월 12일)는 미국의 배우, 영화배우이다.
세인트루이스에서 태어났으며 사우전드오크스에서 사망하였다.

## 영화
- 멘 오브 더 파이팅 레이디 (1954년) - 앤디 스지만스키 주니어 역
- 그라운드 포 매리지 (1951년)
- 투 영 투 키스 (1951년)
- 다윗과 밧세바 (1951년)
- 선 컴스 업 (1949년)
- 그들은 밤에 산다 (1949년) - 엘빈 역
- 캠퍼스 허니문 (1948년)
- 녹색 머리의 소년 (1948년)
- 드리프트우드 (1947년)
- 애그 앤 아이 (1947년)
- 비숍스와이프 (1947년)
- 더 베스트 이어스 오브 아워 리브스 (1946년) - 덱스터 브랫 인 드러그스토어 역
- 낯선 여인 (1946년)
- 비코즈 오브 힘 (1946년)
- 더 하우스 아이 라이브 인 (1945년) - 보이 인 강 역
- 스펠바운드 (1945년)
- 브룩클린의 나무 성장 (1945년)
- 더 어메이징 미시즈 홀리데이 (1943년)
- 허스 투 홀드 (1943년)
- 노스 스타 (1943년)